# Mycalesis missionarii
Mycalesis missionarii är en fjärilsart som beskrevs av Gustaaf Hulstaert 1923. Mycalesis missionarii ingår i släktet Mycalesis och familjen praktfjärilar. Inga underarter finns listade i Catalogue of Life.